# Zombie and the Ghost Train
Zombie and the Ghost Train är en finsk film från 1991.

## Rollista (i urval)
- Silu Seppälä - Zombie
- Marjo Leinonen - Marjo
- Matti Pellonpää - Harri
- Vieno Saaristo - Äiti
- Juhani Niemelä - Isä